# Nesobasis caerulecaudata
Nesobasis caerulecaudata là một loài chuồn chuồn kim trong họ Coenagrionidae.
Nesobasis caerulecaudata được Donnelly miêu tả khoa học năm 1990.